# Henri-Michel-Antoine Chapu

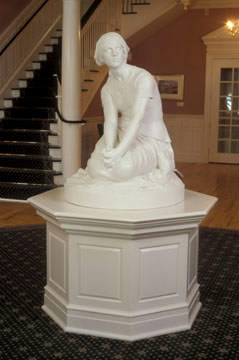
Juana de Arco en Universidad de Longwood, Farmville, Virginia.

Henri-Michel-Antoine Chapu (Le Mée-sur-Seine, 29 de septiembre de 1833 – París, 21 de abril de 1891) fue un escultor francés del neoclasicismo.

## Biografía
Fue alumno de James Pradier, Francisque Duret y León Cogniet en la École nationale supérieure des beaux-arts de París, donde entró en 1849. Henri Michel Chapu procedía de una familia modesta, su padre era un ex cochero que fue superintendente en París. 
Ganó la segunda medalla del gran premio de grabado en 1851, el segundo premio de escultura en 1853 y el primer premio de escultura en 1855 del Premio de Roma, que le permitía conseguir una beca para viajar a Roma, donde permaneció hasta 1861. Estando en Roma, realizó un Mercurio inventando el caduceo (1861).
Su producción, abundante, estaba a menudo inspirada en la Antigüedad. Recibió numerosos premios y honores hasta el punto de formar parte de los escultores «oficiales» de la Tercera República Francesa. Fue elegido miembro de la Academia de Bellas Artes en 1880. El mármol de su Juana de Arco en Domrémy, se expuso en el Salón de 1872, donde alcanzó la fama en el público en general. Este trabajo revela, de hecho, su capacidad para hacer sutiles expresiones y sentimientos en un desarrollo de una idea.
La Juventud, de mármol la expuso en el Salón de 1875, fue esculpida para el monumento de Henri Regnault colocado en el patio de la Escuela de Bellas Artes, fue también un gran éxito popular.
Las obras de Chapu se ven en algunos museos. En París, Carnavalet y Orsay, el Museo de Chapu en Le Mée-sur-Seine, su ciudad natal, y en varios museos provinciales (Bayona, Angers, Burdeos). También adornan muchos edificios de París, incluyendo el Ayuntamiento, la Ópera Garnier, el Palacio de Justicia de París, la Estación de París Norte. Con algunas estatuas funerarias consiguió un gran éxito: la tumba del obispo Félix Dupanloup (1886) y especialmente la estatua funeraria de la duquesa de Orleans, Elena de Mecklemburgo-Schwerin, tallada para la Capilla de Dreux, la joven muerta, está representada en la cama con el brazo derecho colgando. 
Parte de su producción y, en particular, su Juana de Arco en Domrémy ha sido realizada también en bronce para la casa Barbedienne. 
La «Société des gens de lettres», le había encargado originalmente una estatua de Honoré de Balzac. Chapu, pero murió antes de poder realizar su trabajo. Dejó sólo bocetos y diseños de su monumento.

## Obras
Datadas: 
- 1861: Mercurio.

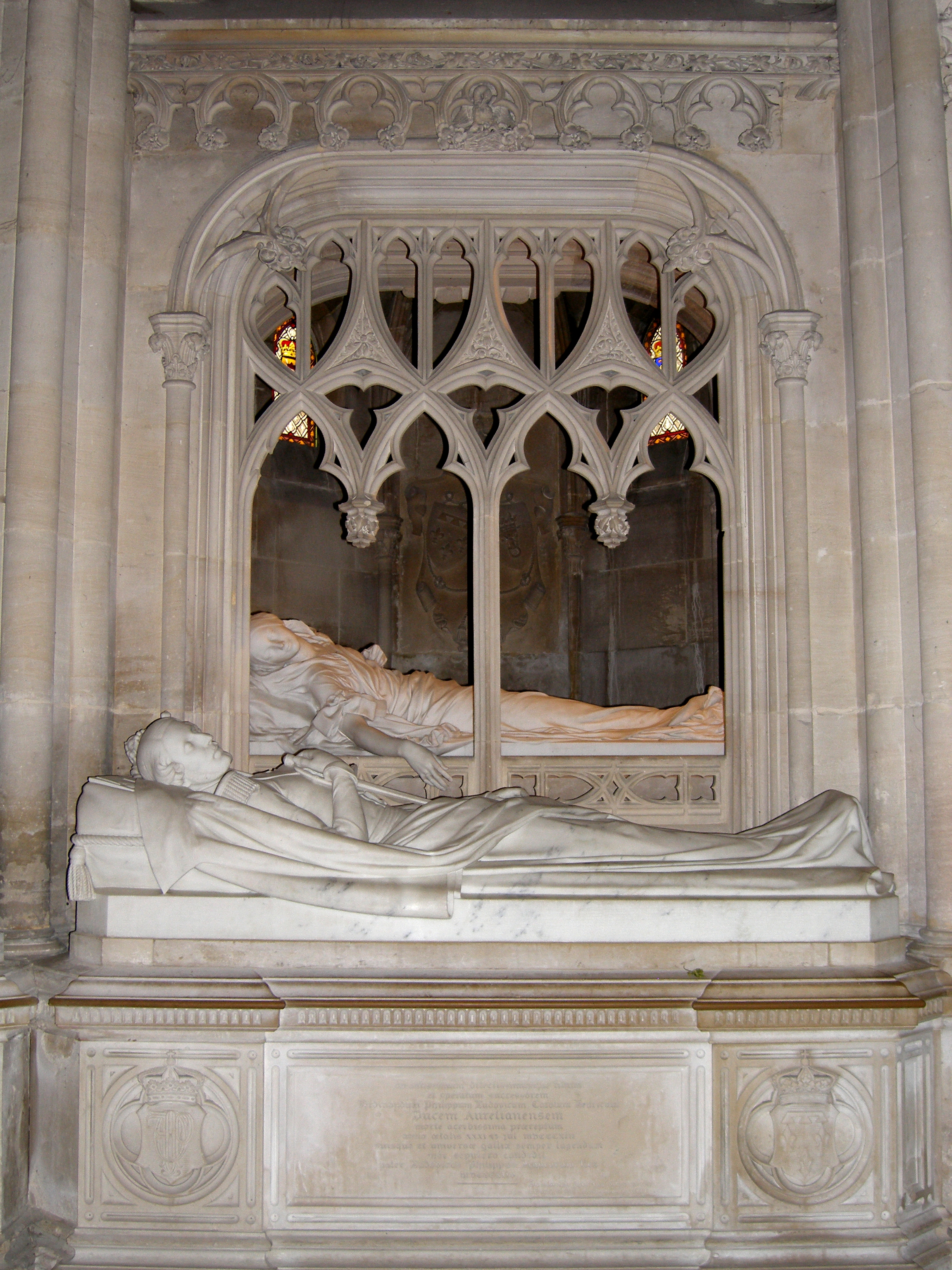
Capilla Real de Dreux:
Elena de Mecklemburgo-Schwerin, duquesa de Orleans (en el fondo).

- 1864: Busto de León Bonnat, Museo de Orsay.
- 1866: Busto de Héctor Malot, bronce, plaza de Hector Malot en La Bouille en Seine-Maritime.
- 1870: Juana de Arco como un campesina.
- 1872: Monumento a Henri Regnault en la École nationale supérieure des beaux-arts.
- 1879: Robert Desmarres, Museo de Orsay.

Sin datar:
- Juana de Arco en Domrémy
- Monumento a Gustave Flaubert, mármol, Museo Flaubert y de Historia de la Medicina, Rouen, inaugurado en 1890.
- Busto de Urbain Le Verrier del Observatorio de París.
- Hay algunas de sus esculturas en el cementerio del Père-Lachaise y el de Montparnasse donde está la tumba de Augusto Axenfeld.
- Monumento a Jean-Francois Millet, en el Parc du Roule, Cherburgo-Octeville, inaugurado en 1892.
- Una réplica del Moisés de Miguel Ángel en la actualidad propiedad de la Escuela Normal Israelita Oriental.
- Busto del abad de Lagarde, después de 1884, en el Colegio Stanislas.